# 分界炼铁炉遗址
分界炼铁炉遗址，位于中国广东省云浮市分界镇炉下村，为罗定市文物保护单位，类型为古遗址，公布时间为1994年6月8日。
分界炼铁炉遗址的历史年代为明、清。